# Semeru
Le Semeru est un volcan d'Indonésie, dans la province de Java oriental, dans l'Est de Java dont il est le point culminant à 3 657 ou 3 676 mètres d'altitude. Comme la majorité des volcans situés sur la ceinture de feu du Pacifique, il s'agit d'un volcan dont les dynamismes d'éruption sont à dominantes explosives, ce qui le fit classifier comme « volcan gris ».

## Toponymie
Le Semeru, anciennement francisé en Sémérou, est appelé en indonésien Gunung Semeru et Mahameru.
Son nom vient du mont Meru, la montagne mythique de plusieurs religions, axe du monde et séjour des dieux.

## Géographie

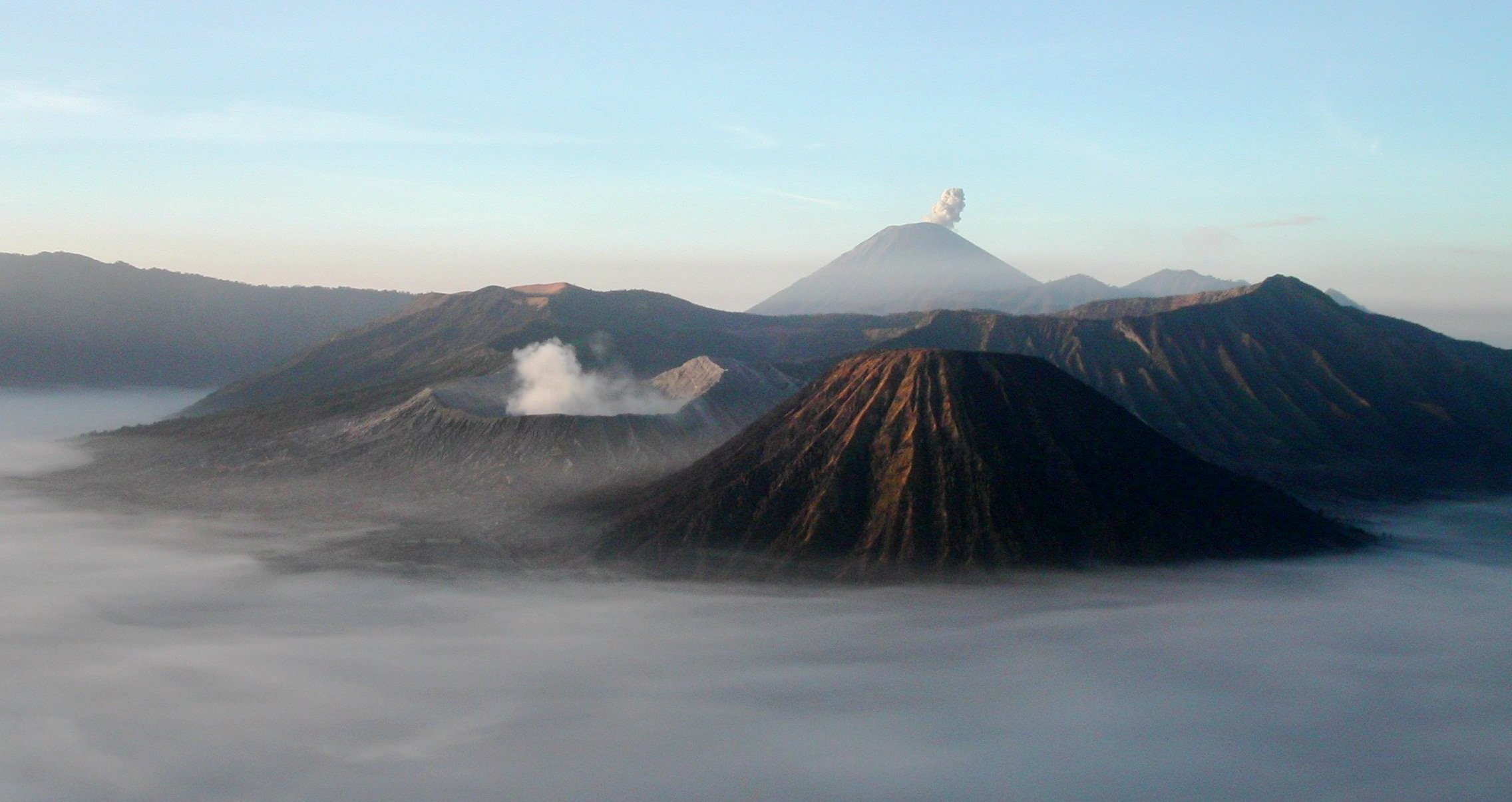
Le Semeru fumant au dernier plan avec les petits cratères et cônes volcaniques de la caldeira Tengger au premier plan.

Le Semeru est situé en Indonésie, dans l'Est de l'île de Java, dans le parc national de Bromo-Tengger-Semeru. Administrativement, il se trouve dans les kabupaten de Malang et Lumajang de la province de Java oriental, au sud-est de la grande ville de Malang. Il est entouré par les autres volcans du Kawi au nord-ouest, la caldeira Tengger au nord et l'Argapura au nord-est.
Culminant à 3 657 ou 3 676 mètres d'altitude — le plus haut sommet de Java —, ce stratovolcan aux pentes régulières et escarpées domine les caldeiras d'Ajek-ajek et Jambagan situées à ses pieds au nord et qu'il recouvre partiellement.

## Histoire
Le Semeru compte parmi les volcans les plus actifs d'Indonésie et il est en éruption continue depuis 2014, voire depuis 1967 en faisant fi de ses brèves périodes de repos. Lors de ses éruptions, il alterne périodes d'accalmie avec des moments plus actifs qui se traduisent généralement par de petites explosions qui produisent des panaches et parfois de petites coulées de lave ; ses explosions peuvent parfois être plus puissantes et générer des nuées ardentes qui atteignent le bas des pentes du volcan. Il existe alors un risque pour les populations vivant au pied du volcan comme en mars et avril 1981, en janvier 1994, en août 1997, en juillet 2000 ou encore en décembre 2021 lorsque des lahars font plusieurs dizaines de morts,.

## Randonnée
Il est possible d'accéder au sommet à pied. Bien que la marche ne nécessite pas de compétence technique particulière, le chemin d'accès final est toutefois éprouvant physiquement. Il faut marcher dans les roches volcaniques, très instables, sur un dénivelé positif d'environ 700 mètres. Le chemin étant parfaitement rectiligne, sans présence de lacets, la pente moyenne est d'environ 75 %, soit 36°. La montée finale se pratique généralement de nuit afin d'éviter la chaleur diurne, de profiter du lever du soleil, et de bénéficier d'une vue dégagée, la nébulosité augmentant rapidement dans la journée.
La randonnée s'effectue sur plusieurs jours, en général de deux à quatre journées de marche. L'itinéraire classique débute au lac Ranu Pani (2 115 mètres). Le chemin monte dans la forêt jusqu'au lac Ranu Kumbolo (2 400 mètres), où il est possible de camper. La montée continue jusqu'à la clairière de Pos Kalimati (2 670 mètres). Classiquement, les randonneurs établissent leur camp à Kalimati. Le départ pour le sommet s'effectue de nuit à partir d'ici. La descente repasse par Kalimati et Ranu Kombolo, puis le retour peut se faire par le col d'Ayekayek (2 595 mètres) avant d'arriver au village de Ranu Pani, à travers ses champs maraîchers du sud.